# Notaspidium truncatum
Notaspidium truncatum är en stekelart som beskrevs av Halstead 1991. Notaspidium truncatum ingår i släktet Notaspidium och familjen bredlårsteklar.
Artens utbredningsområde är Honduras. Inga underarter finns listade i Catalogue of Life.